# Edsgatan, Höja, Björby en Gräsås
Edsgatan, Höja, Björby en Gräsås (Zweeds: Edsgatan, Höja, Björby en Gräsås) is een småort in de gemeente Karlstad in het landschap Värmland en de provincie Värmlands län in Zweden. Het småort heeft 173 inwoners (2005) en een oppervlakte van 40 hectare. Het småort bestaat eigenlijk uit vier zeer dicht bij elkaar gelegen plaatsjes: Edsgatan, Höja, Björby en Gräsås. Al deze plaatjes liggen aan de westoever van het meer Alstern.